# Said Saif Asaad
Said Saif Asaad, geboren als Angel Popov op 31 mei 1979 te Bulgarije, is een gewichtheffer uit Qatar die meedeed in de gewichtsklasse 105 kg voor mannen tijdens de Olympische Spelen van 2000. Hij won toen een bronzen medaille.
Als een van de acht Bulgaarse gewichtheffers die werd gerekruteerd door het Olympisch Comité van Qatar, werd Popov een burger van Qatar om voor dat land uit te komen tijdens de zomerspelen van 2000. Zijn oorspronkelijke naam, Angel Popov, verloor hij. 
Qatar staat bekend om het rekruteren van sporters uit andere landen, waarvan als bekendste waarschijnlijk de atleet Saif Saaeed Shaheen.
Na te zijn verhuisd naar Azië werd Asaad twee keer Aziatisch kampioen en won hij de Aziatische spelen van 2002. In 2003 werd hij wereldkampioen. Hij deed nog mee tijdens de zomerspelen van 2004 maar dit zonder resultaat.